# Џејми Мекримон
Џејмс Роберт "Џејми" Мекримон (енгл. James Robert "Jamie" McCrimmon) измишљени је лик у британској научнофантастичној телевизијској серији Доктор Ху. Он је гајдаш из клана Меклауд који је живео у Шкотској из 18. века и био је сапутник Другог Доктора и један од главних ликова у серији од 1966. до 1969. године. Форма његовог презимена варира од писма до писма и наизменично се преводи као Макримон и Мекримонд. Џејми се појавио у 20 прича (112 епизода).

## Историја лика
Син Доналда Мекримона — гајдаша, попут његовог оца и деде — Џејмс Роберт Мекримон се први пут појављује у Горштацима, сусрећући Доктора, Бена и Поли после битке код Калодена 1746. На крају. у причи, Поли предлаже да Доктор поведе Џејмија са собом. Џејми наставља да путује са Доктором чак и пошто су Бен и Поли напустили ТАРДИС на крају Безличних. Појављује се у свим осим у првом серијалу Другог Доктора Енергија Далека и у више епизода него било који други пратилац, мада је Теган Јованка радила са Доктором најдуже континуирано раздобље у смислу година у серији.
Џејми има живахан, зафркантски однос са Доктором и, током свог боравка у ТАРДИС-у, види долазак и одлазак прво Викторије Вотерфилд и на крају Зои Хериот. Џејми, као производ свог времена, увек је брижан и каваљерски према својим пратиљама. Иако нема позадину да увек разуме стања у које га доводе његове пустоловине са Доктором, Џејми је довољно брз да преведе високу технологију и концепте у еквиваленте које може да разуме и са којима се носи. Његов однос са Доктором није увек глатки, а у Злу Далека он је замало напустио Доктора за кога осећа да ообмањује и њега и Викторијом да открије људски чинилац за Далеке, не размишљајући о последицама. Његов бојни поклич Creag an tuire, на шкотском гелском преводи се као "Вепрова стена". Слично је Creag an tuirс, мото клана Мекларен из Шкотске.
Заједно са Доктором, Џејми се сусреће са Киберљудима, Далецима, Јетијима у лондонској подземној железници, Леденим ратницима и разним другим опасностима. Џејми је посебно драг и заштитнички настројен према Викторији, делом због тога што је елегантна викторијанска дама. На пример, у Леденим ратницима, Џејмијева предност била је да спасе Викторију упркос томе што је повређен до те мере да не може да хода. Џејмију је сломљено срце када је Викторија одлучила да остане са породицом Харис на крају серијала Бес из дубина до те мере да је чак накратко био љут на Доктора што јој је дозволио да оде (Точак у свемиру). Џејмију су у почетку били раздражујући Зоини савременији ставови и шефовска природа, али на крају усваја исти заштитнички став прикривен истим зафрканцијом у коју се упушта са Доктором. Често Џејмијев једноставан здрав разум надмашује Зоину строгу логику, као на пример у Владарима где Џејми схвата да ће вулкан у ерупцији угрозити ТАРДИС док Доктор и Зои још увек честитају себи на победи над својим непријатељима.
Током снимања серијала Крадљивац ума, Фрејзер Хајнс је добио богиње и у делу серијала га је заменио Хамиш Вилсон. Ово је написано као део приче када је Џејмија претворио у картонски изрез и уклонио лице Господар измишљене земље. Докторов први покушај да реконструише лице био је неуспешан. На крају, Џејмијево право лице је враћено када се Хајнс опоравио.
Џејмијева међудимензионална путовања завршавају се на ратиштима Ратних игара када су Господари времена ставили на суђење Доктора због мешања у универзум. Због својих преступа, Доктор је приморан да се регенерише и прогнан на Земљу. Џејми и Зои су враћени у своја времена, њихова сећања на Доктора су избрисана, осим првог сусрета. Када је последњи пут виђен, Џејми се борио против енглеског црвенокошуљаша на пољима Шкотске.
Хајнс се вратио као илузорна слика Џејмија у специјалу поводом 20. годишњице Пет Доктора. Такође је поновио улогу у серијалу Два Доктора из 1985. заједно са Траутоном и Колином Бејкером као Другим односно Шестим Доктором.
Старији Џејми, кога још увек глуми Хајнс, враћа се у огранку поводом 60. годишњице Приче из ТАРДИС-а заједно са Венди Педбери као Зои. Призвани у ТАРДИС меморију из својих временских токова Џејми и Зои схватају да су њихова сећања на Доктора обновљена. Џејми описује свој живот након повратка у Шкотску из 18. века. Има пет ћерки и деветнаест унучади.

## Друга помињања
Помиње га Пети Доктор у Кастровалви када назива Адрика "Џејми", Шести у Два Доктора и Нападу Киберљуди и Седми у Проклетству Фенрика. Визија Џејмија је виђена  заједно са сваким другим сапутницима осим Лиле (која је грешком изостављена у постпродукцији) на екрану скенера у Васкрснућу Далека.
У „Зубу и канџи”, Десети Доктор користи песудоним др. Џејмс Мекримон заједно са шкотским нагласком (у стварности сопственим Дејвида Тенанта).

## Друга појављивања
Џејмијева коначна судбина остаје нејасна у оквиру општеприхваћене каноничности различитих медија за огранке.
У стрип причи „Обликовачи света” са Шестим Доктором, објављеној у Часопису Доктор Ху #127–#129, старији Џејми се сећа свог времена са Доктором, објашњавајући да га је Доктор научио триковима да осигура да му Господари времена не избришу сећања. У овој причи, коју је написао Грант Морисон, Џејми се жртвује да би зауставио титуларну машину за обликовање света која је еволуирала ванземаљце у Киберљуде. Џејмијева смрт ван телевизијске серије била је контроверзна због његовог статуса истакнутог пратиоца и чињенице да прича нуди причу о пореклу Киберљуди што је у супротности са скоро свим осталим о њима што је произведено.
У роману Невиних нових пустоловина Временски вртлог: Откроивење, писац Пол Корнел изоставио је Џејмија из групе преминулих пратилаца на које је наишао Седми Доктор. У "Планети мртвих" (ЧДХ #141-#142), род мењача облика познат као Ганзалуми опонашају Докторове мртве сапутнике, међу којима је и Џејми.
Продукција "Big Finish" поново је спојила Џејмија са Шестим Доктором у низу аудио драма почевши од Града спирала где је изгледа постао вођа побуњеника познат као „Црни Доналд“. Међутим, у последњој причи Легенда о Киберљудима открива се да је овај Џејми једноставно измишљена конструкција унутар царства виђеног у Крадљивцу ума коју је створила старија Зои на основу својих сећања на правог Џејмија да заштити Доктор док није могао да јој притекне у помоћ, чинећи га старијим и стварајући његов идентитет 'Црног Доналда' како би му пружио јуначку позадину у Докторовом одсуству. Џејми и Зои такође упознају Шестог Доктора у каснијем аудио снимку Последњи Киберчовек када је непознати непријатељ изазвао Шестог Доктора да замени места са Другим непосредно пошто је Други Доктор открио базу Киберљуди и план да промени историју Кибер-ратова да спрече њихов коначни пораз, Шести Доктор и Џејми покушавају да промене историју како би Џејми и Зои могли да побегну од Господара времена и задрже своја сећања пре него што се Шести Доктор вратио у своје време и његови сапутници изгубе свако сећање на ове догађаје. Аудио драма „Величанствени устанак“ из Сапутничких хроника види агента Господара времена како накратко враћа сећање на старијег Џејмија како би помогао у решавању догађаја у којем је скоро променио историју док је путовао са Доктором. Господар времена шаље енергију Џејмијевој прошлој личности да је задржи стабилизовано док Доктор не успе да спречи последице Џејмијевих поступака, али на крају Џејми одлучује да се његово сећање на Доктора још једном избрише, резонујући да би га само растужило да се сети шта је имао са Доктором упркос свом добром животу сада.
Стрип Пустоловине Доктора Хуа даје Десетом Доктору пратиоца из Шкотске 21. века по имену Хедер Мекримон која је потомкиња Џејмија.

## Утицај
Лик Џејмија Мекримона подстрекао је ауторку Дајану Габалдон да постави своју серију Изгнаник у Јакобитску Шкотску и да се њен протагонист зове „Џејми“.
Овај лик је носио килт, што сам сматрала прилично привлачним, и показао је – у овој конкретној епизоди – облик тврдоглаве мушке углађености коју сам увек сматрала симпатичном: снажан нагон мушкарца да заштити жену, иако он може да схвати да је она очигледно способна да се брине о себи.
Прича коју је Габалдонова гледала била је Ратне игре. (Габалдонин лик презива се „Фрејзер“. Међутим, Габалдонова је изјавила да ово име по Фрејзеру Хајнсу пошто је ПБС станица на којој се приказивао Доктор Ху по навици искључивала одјавне шпице па тако није знала име Фрејзера Хајнса до неколико година касније.)